# Испанская дорога
«Испанская дорога» (исп. El Camino Español) — историческое название сухопутного маршрута переброски войск (пополнений во Фландрскую армию) из средиземноморских владений Испании в мятежные Испанские Нидерланды в XVI—XVII веках. За более чем полвека по «Испанской дороге» прошло более 120 000 человек — колоссальное для раннего Нового времени число. Этот коридор и позволил столь сложной войне тянуться так долго, а прекращение его работы во многом определило исход конфликта.

## Исторический фон
В 1556 году Карл V Габсбург, император Священной Римской империи и король Испании, передал часть своих владений в Европе сыну Филиппу II. В число этих земель входили и Нидерланды. Однако отношения между Филиппом и жителями Нидерландов не сложились. Конфликт развивался вокруг религиозно-политических и экономических проблем: Филипп ограничил торговые связи нидерландских городов с Англией, планировал ввести инквизицию и изменить границы архиепископств. Всё это привело к политическому кризису. Ещё сильнее осложнили ситуацию неурожаи и голод в деревне. В стране развернулось иконоборческое движение кальвинистов, и к 1565 году стало ясно, что ситуация в северных испанских владениях крайне серьёзная.
Для борьбы с мятежом в Нидерланды была направлена армия, которую принято называть Фландрской. Изначально она должна была насчитывать невероятные для своего времени 70 000 человек, но на практике это число пришлось уменьшить до 20 000. На месте можно было набрать только половину — из лояльных Испании валлонов и католиков из союзной Священной Римской империи. Вторую половину армии требовалось каким-то образом доставить на север Европы: в реалиях XVI века переброска 10 000 солдат на 800—1000 км представляла собой сложнейшую логистическую задачу.

## Сложности логистики

Основные и альтернативные маршруты «Испанской дороги». Заливкой выделены владения испанских и австрийских Габсбургов

Несмотря на то, что Испания к середине XVI века была великой морской державой, существенным фактором уверенности испанцев в европейских водах был союз с Англией против Франции. В 1554 году свидетельством единства внешнеполитических интересов двух держав стал брак между Филиппом, тогда ещё наследником имперской короны, и королевой Англии Марией I, сторонницей восстановления католицизма в своих владениях. Но спустя четыре года, после смерти Марии, англо-испанский союз распался. В 1558 году на престол в Лондоне взошла Елизавета I, и, хотя настоящая война между странами пока не началась, политика новой королевы была откровенно антииспанской. Вскоре английскую поддержку почувствовали и мятежники в Нидерландах.
Кроме того, начавшиеся во Франции религиозные войны осложнили движение судов вдоль атлантического побережья Западной Европы. В руках гугенотов оказалась Ла-Рошель — важнейший порт Бискайского залива, ставший оплотом пиратов. В таких условиях даже один из мощнейших флотов Европы не мог гарантировать надёжного и бесперебойного снабжения армии в Нидерландах: кораблям пришлось бы идти по откровенно враждебным водам. Доставка больших армий по морю стоила крайне дорого, а экономика Испании во второй половине XVI века пребывала далеко не в лучшем состоянии. Немалая часть испанских войск, а также желающие их пополнить люди ещё со времён Итальянских войн находились на Апеннинском полуострове.
Таким образом, сухопутный маршрут представлялся более предпочтительным. Сама идея «Испанской дороги» возникла ещё до начала волнений, в 1563 году. Тогда недавно получивший власть Филипп II намеревался посетить Нидерланды — беспокойный регион, из которого происходил его отец (Карл V родился в Генте). К тому времени путешествие по морю уже нельзя было назвать безопасным, и королю настоятельно рекомендовали отправляться сушей, из подконтрольного севера Италии через земли Габсбургов. Можно сказать, что отцом «Испанской дороги» был кардинал Антуан Перрено де Гранвела — ключевой советник монарха.
Путь пролегал через конгломерат земель и государств. На протяжении «Испанской дороги» располагалось несколько территорий, принадлежавших испанскому монарху по праву наследования. Однако между ними лежали владения других государей и сеньоров — с ними приходилось договариваться. Переговоры вели и с собственно испанскими территориями, которые обладали различным местными привилегиями. К моменту путешествия Филиппа уже были заложены определённые дипломатические основы — например, договор с Савойским герцогством, подписанный в 1559 году.
Сама дорога в определённом смысле также уже существовала. Ещё в Высоком Средневековье, во времена Шампанских ярмарок и последовавшего за их упадком возвышения городов Фландрии, в Европе была очень развита «вертикальная» торговля: купеческие маршруты тянулись из Италии в Нижние Земли. Многие участки предполагаемого военного коридора были уже подготовлены для интенсивного движения: удовлетворительные дороги, развитая для своего времени инфраструктура на маршруте. Требовалось только оптимизировать всё под нужды больших армий, чем уже в 1566 году деятельно занялся герцог Альба, один из выдающихся государственных деятелей Испании. Сначала люди Альбы исследовали дорогу, затем на место были направлены военные инженеры, занявшиеся расширением дорог и укреплением мостов. Одновременно составлялись подробные карты: тогда даже центр Европы далеко не всегда был описан на бумаге подробно.
С самого начала предполагалось ветвление маршрута. Был ряд по-настоящему ключевых точек, но в целом имелись варианты: идти из Милана несколькими путями через Савойю и Франш-Конте (в то время — территорию Габсбургов) или же двигаться восточнее, через Тироль. Маршруты зависели от рельефа местности — от расположения долин, горных перевалов, переправ через реки. Во всех случаях часть солдат предполагалось вербовать и прямо по ходу движения.

## Организация снабжения
Жившие на маршрутах «Испанской дороги» протестанты относились к прохождению испанских войск крайне настороженно. В первые годы функционирования дороги кальвинистская Женева каждый раз готовилась к обороне, да и позднее настроения в протестантских областях часто вынуждали корректировать маршрут. Особые трудности доставлял Пфальц, который скоро станет фактически колыбелью Тридцатилетней войны — крупнейшего европейского конфликта XVII века. Однако испанское командование было прежде всего заинтересовано в быстром и бесконфликтном движении пополнений во Фландрию.
Владельцы земель на маршруте часто вступали в торг с испанскими властями. Иногда проблемы доставляла даже в целом лояльная Генуя. Каждый раз перед армией по маршруту отправлялся специальный чиновник, обновляющий договорённости и убеждающийся, что никто внезапно не остановит армию.
Сложной задачей была организация питания и размещения солдат, а также заготовки фуража (часть войск составляла кавалерия). Армию всегда сопровождало большое число некомбатантов: чиновников, лекарей и санитаров, женщин (проституток и жён военных), слуг офицеров, священников. Поэтому провизии требовалось гораздо больше штатной численности армии: например, 10-тысячная армия Альбы потребляла продовольствия на 16 000 человек. Это было тяжёлым испытанием для любой местности, даже если группировка разбивалась на несколько отдельных отрядов (как начали поступать со временем). Обычной фуражировки было недостаточно, а портить отношения с местным населением было нельзя.

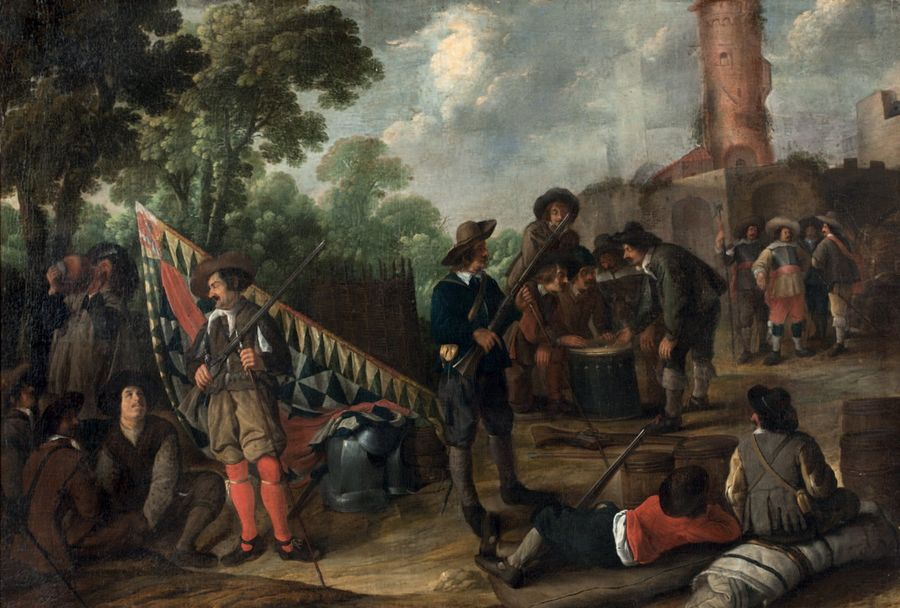
Корнелис де Валь. Солдаты испанской терции на биваке

Очевидным решением стало обустраивать на дороге склады, однако и они не в полной мере решали проблему. Склады кто-то должен был постоянно обслуживать и охранять, а ошибки в пополнении запасов могли привести к солдатскому бунту. Кроме того, маршрут был изменчив, он постоянно зависел от настроений местных жителей и степени давления Франции. Помимо продовольствия требовалось и жильё для размещения. В летнее время — как минимум офицерам, в зимнее — всей армии. Оплата того и другого на месте имела большие недостатки: это требовало перевозки немалых наличных средств, что спровоцировало бы коррупцию, сами средства же не всегда имелись в наличии.
Решение нашли в виде системы так называемых étapes. Сама по себе идея не была новой: нечто подобное французы применяли ещё в середине XVI века, из Франции же пошёл и сам термин étape militaire, но испанцы вывели эту систему на новый уровень. Интенданты, следовавшие перед армией по уже согласованному маршруту, выбирали на пути подходящие города и деревни. Там заготавливалось продовольствие — чётко по графику прохода каждого подразделения и на нужное число людей, организовывались места для размещения солдат — в домах или хотя бы на подготовленной площадке для лагеря. Армия приходила на всё готовое: офицеры обращались к интендантам за положенным их подчинённым, всё работало чётко и не вызывало конфликтов.
В качестве оплаты местные жители получали на руки так называемые billets de logement: документы, освобождающие их от налогов на соответствующую сумму. Сам же финансовый вопрос улаживался между местными властями и короной Испании: как правило, заранее оговаривалось, сколько потребуется étapes и как именно их надо будет обеспечить. Практиковалась и своеобразные откупа: находился финансист (например, генуэзец), который оплачивал все расходы из своих средств под долговое обязательство испанской короны. Это была не идеальная, но стабильно функционирующая система большого масштаба, работающая целыми десятилетиями.

## Скорость передвижения и численность войск
Рассчитывая логистику маршрута, испанцы пришли к выводу, что лучше перебрасывать за раз не больше 3000 человек — одной терции, а также что весь путь из Милана в Нидерланды будет занимать около 42 дней. Следует учитывать, что преодолеть такой путь одиночному пешеходу и провести по нему несколько тысяч солдат — задачи абсолютно разного порядка.
Летом 1567 года герцог Альба впервые провёл армию по «Испанской дороге». Её численность была гораздо выше расчётной — 10 000 человек (набраны на Пиренейском полуострове и из жителей Священной Римской империи) — поэтому переход занял 56 дней. В целом на всём протяжении работы коридора «антирекорд» будет составлять около 60 дней, что для такого расстояния по меркам XVI—XVII веков всё равно достаточно быстро.
Но были и случаи существенного опережения стандартного графика. В феврале-марте 1578 года испанский военачальник Лопе де Фигероа провёл 5000 солдат всего за 32 дня. Важно отметить, что это время глобального похолодания (так называемого Малого ледникового периода), начавшегося в XIV веке и продлившегося до XIX. В первой половине XVI века климат ненадолго смягчился, но во второй февральско-мартовская погода вновь стала куда более суровой, чем в сегодняшней Европе. Любые военные действия ранее мая и позднее сентября сильно осложнялись. Летом 1582 года Кардуини завершил переброску войск за 34 дня, имея то же число солдат.
Франсиско Ариас де Бобадилья летом 1585 года чётко уложился в эталонные 42 дня. Его отряду в декабре того же года предстояло стать героями знаменитого чуда при Эмпеле. Войска Бобадильи и Хуана дель Агильи, собиравшиеся зимовать на острове между реками Ваал и Маас, неожиданно подверглись атаке подошедшего на кораблях Филиппа Гогенлоэ-Ноейнштайна. Хотя положение испанцев казалось абсолютно безнадёжным, им удалось вырваться из окружения — по легенде, только благодаря помощи свыше, оказанной после случайного нахождения иконы с изображением непорочного зачатия Девы Марии.
В среднем переход занимал менее 50 дней, однако со временем совершать его становилось всё сложнее.
| Известные экспедиции (1567—1593) | Известные экспедиции (1567—1593) | Известные экспедиции (1567—1593) | Известные экспедиции (1567—1593) | Известные экспедиции (1567—1593) | Известные экспедиции (1567—1593) |
| Год                              | Командир                         | Численность                      | Дата выступления                 | Дата прибытия                    | Дней в пути                      |
| -------------------------------- | -------------------------------- | -------------------------------- | -------------------------------- | -------------------------------- | -------------------------------- |
| 1567                             | Альба                            | 10000                            | 20 июня                          | 15 августа                       | 56                               |
| 1573                             | Акунья                           | 5000                             | 4 мая                            | 15 июня                          | 42                               |
| 1578                             | Фигероа                          | 5000                             | 22 февраля                       | 27 марта                         | 32                               |
| 1578                             | Сербеллони                       | 3000                             | 2 июня                           | 22 июля                          | 50                               |
| 1582                             | Пас                              | 6000                             | 21 июня                          | 30 июля                          | 40                               |
| 1582                             | Кардуини                         | 5000                             | 24 июля                          | 27 августа                       | 34                               |
| 1584                             | Пасси                            | 5000                             | 26 апреля                        | 18 июня                          | 54                               |
| 1585                             | Бобадилья                        | 2000                             | 18 июля                          | 29 августа                       | 42                               |
| 1587                             | Суньига                          | 3000                             | 13 сентября                      | 1 ноября                         | 49                               |
| 1587                             | Керальт                          | 2000                             | 7 октября                        | 7 декабря                        | 60                               |
| 1591                             | Толедо                           | 3000                             | 1 августа                        | 26 сентября                      | 57                               |
| 1593                             | Мехик                            | 3000                             | 2 ноября                         | 31 декабря                       | 60                               |

## Конец «Испанской дороги»
После завершения Итальянских войн в 1559 году между Испанией и Францией не было открытого военного конфликта, однако напряжение сохранялось. Было ясно, что попытка Франции взять реванш — это только вопрос времени. Активно велась опосредованная борьба. Так, в 1613—1617 годах, накануне Тридцатилетней войны, в герцогстве Монферрат имел место конфликт между братом скончавшегося местного герцога Фердинандо I Гонзага и герцогом Савойи, также претендовавшим на власть. Поначалу и Испания, и Франция поддерживали Гонзага, но в 1615 году французы перешли на сторону Савойи. Война завершилась успешно для испанцев, но это было не последнее подобное столкновение на севере Италии с участием обеих держав. Кроме того, Франция давно имела виды на Нидерланды, а также претендовала на ту или иную степень контроля над западными территориями Священной Римской империи.
Правители территорий, по которым двигались испанские армии, постоянно испытывали давление с французской стороны. Уже в 1601 году французы военным путём принудили Савойское герцогство к подписанию Лионского договора, который сильно усложнил согласование переходов испанских войск. В 1610 году французы добились от герцогства, вынужденного балансировать между двумя великими державами, ещё бо́льших ограничений. Наконец, в 1622 году новый антииспанский договор окончательно исключил существование коридора через Савойю.
Оставался вариант с передвижением через швейцарские кантоны. Он потребовал от Испании колоссальных дипломатических усилий, но проблема всё же была на время решена. Однако когда в 1620 году испанцы заняли Вальтеллину — стратегически значимую для доставки войск в Нидерланды горную долину в Альпах — это вызвало прямой конфликт с Францией, который решался долго и тяжело, даже с участием папы римского. А к 1633 году французы заняли Эльзас и Лотарингию. С этого момента говорить о существовании надёжного постоянного коридора не приходилось.
В 1635 году началась франко-испанская война, продлившаяся 24 года и окончательно перечеркнувшая идею мирного передвижения вдоль французских границ. Восьмидесятилетняя война продолжалась до 1648 года, когда была де-факто признана независимость Республики Соединённых провинций (северной части Нидерландов). Очевидно, что прекращение работы «Испанской дороги» стало одной из важнейших причин такого итога: Испании крайне сложно стало поддерживать боеспособность своей армии на таком удалении от метрополии.
В 1639 году испанцы понесли тяжёлые потери в сражении с голландским флотом у Даунса при попытке доставить войска во Фландрию морем.

## Значение
«Испанская дорога» не обеспечила Испании победу в войне, однако спасла её от сокрушительного поражения. Едва ли без этого коридора испанцам удалось бы сохранить за собой хотя бы южную часть Нидерландов, оставшуюся за ними после 1648 года. «Испанская дорога» — важнейшая веха в истории развития военного дела. Это был логистический проект, который прежде не имел аналогов по сложности и масштабу. На опыте испанцев учились лучшие европейские военные умы Нового времени. То, что испанцам десятилетиями удавалось доставлять целые армии через пол-Европы — большое достижение и значимый вклад в общее развитие европейского военного искусства, учитывая значение логистики для успешного ведения войны.

## Отражение в культуре
- В испанском языке существует идиома poner una [buena] pica en Flandes (с исп. — «доставить пикинёра во Фландрию») со значением «сделать невозможное, совершить чудо, превзойти самого себя»[12].
- В составе ВМС Испании в 1999—2019 годах несло службу транспортное судно (ролкер) «El Camino Español (A-05)»[исп.][13].
- В 2017 году в Испании была выпущена почтовая марка в честь 450-летия начала действия «Испанской дороги»[14].
- Картина современного испанского художника Аугусто Феррер-Дальмау «Испанская дорога».